# Lawson (corporação)
Lawson ( em inglês:  LAWSON, INC. em japonês:  株式会社ローソン, transl. kabushiki gaisha rōson) É uma das principais franquias de lojas de conveniência do Japão . Pertence ao Mitsubishi Group como subsidiária da Mitsubishi Corporation (também é uma empresa membro do Comitê de Relações Públicas da Mitsubishi).

## Visão geral
É a terceira maior loja do Japão em uma cadeia de lojas de conveniência (em 2019 ( Heisei 31)) e, em julho de 1997 (Heisei 9), abriu a loja em todas as prefeituras pela primeira vez no setor. 

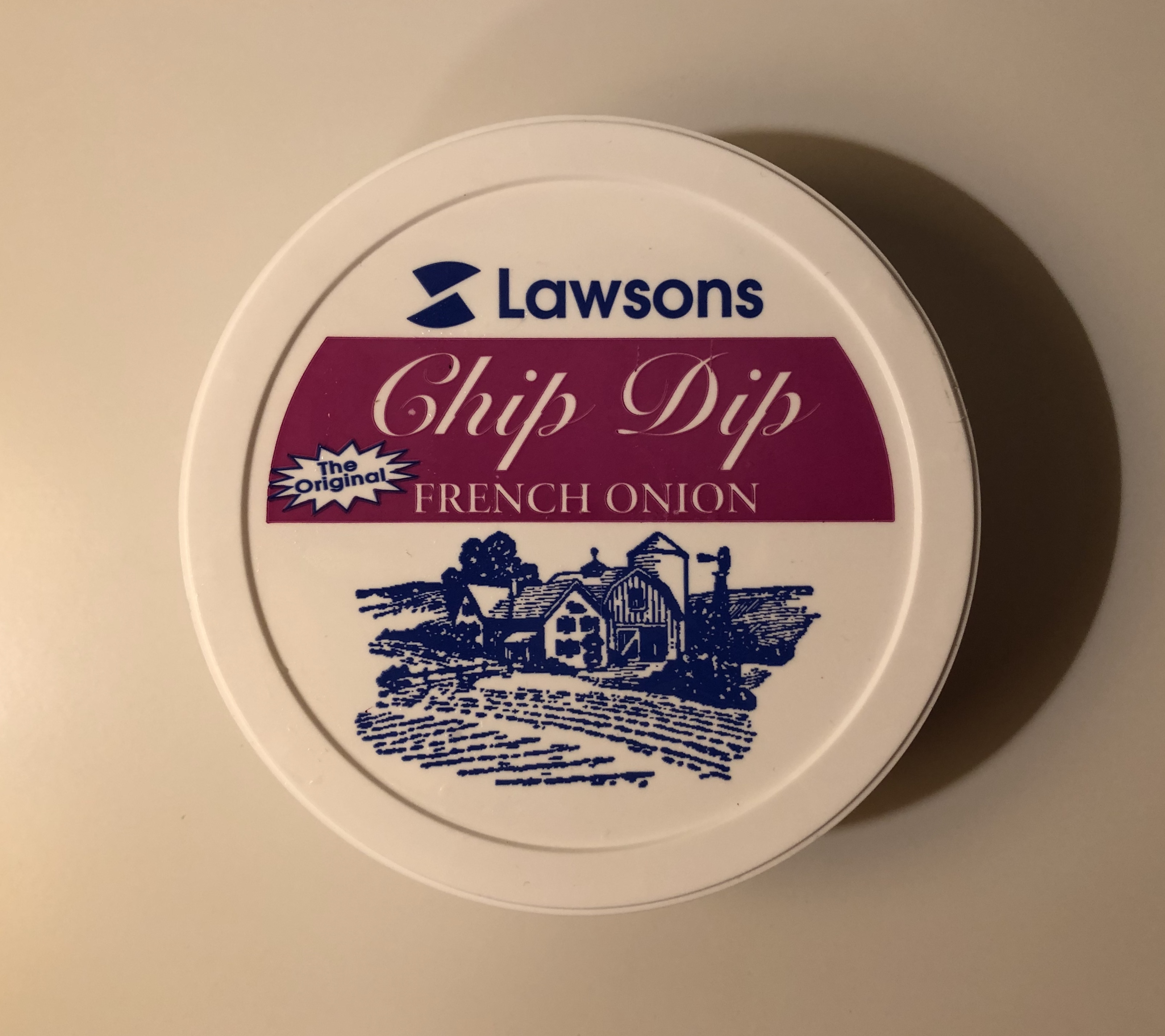
Produtos da marca Lawson vendidos no Circle K nos Estados Unidos

A loja de leite Lawson se tornou o protótipo nos Estados Unidos - o leiteiro de Ohio J.J. Lawson de 1939 é uma loja que foi aberta na província (as latas de leite Lawson Signs são derivadas daqui). A delícia do leite ganhou reputação na área e ampliou seus negócios. Estabeleceu a Lawson Milk Co., Ltd. e começou a desenvolver cadeias de lojas que vendem itens diários. Depois disso, a Lawson Milk Co. tornou-se uma subsidiária da Consolidated Foods, e as lojas da Lawson foram convertidas para o Daily Mart , e uma vez que não havia lojas da Lawson nos Estados Unidos. Além disso, o Daily Mart foi posteriormente adquirido pela Alimantasson Kushtar e convertido no Circle K  mas partir desse contexto, o Circle K na região vende produtos com a marca Lawson  .
No Japão, 1974 ( Shouwa Ano 49), a Daiei é afiliada à consolidação Ted Foods. No ano seguinte, Daiei Lawson foi fundada. A primeira loja (loja Sakurazuka) foi aberta na cidade de Toyonaka, prefeitura de Osaka . Depois disso, aumentaram o número de lojas, principalmente na região de Kinki, Osaka e Kobe.    

## Artigos relacionados
- Daiei
- Nakauchi Isao
- Printemps Ginza (uniforme é da marca Printemps Ginza)